# Biofilm

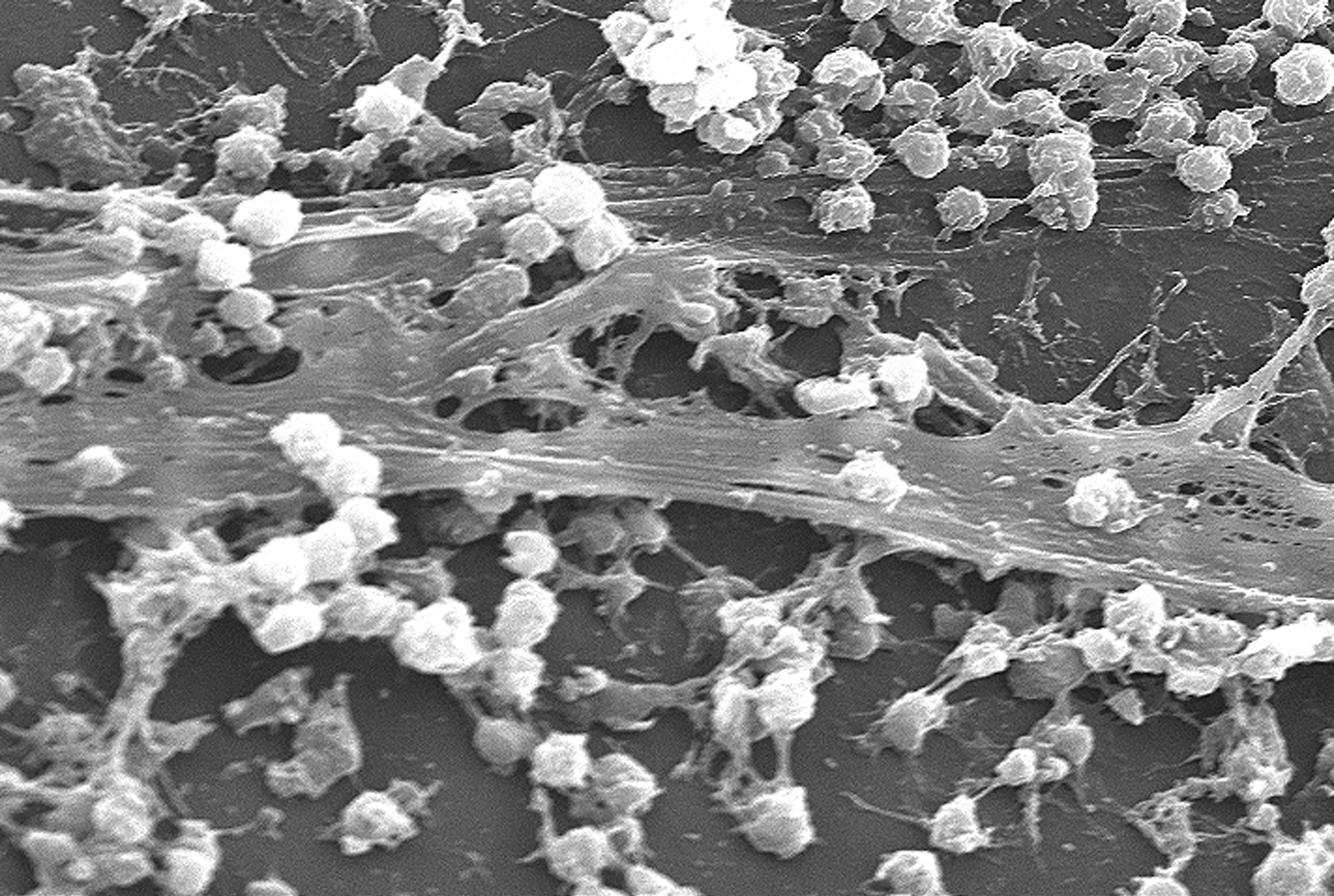
Biofilm wytworzony na kateterze przez gronkowca złocistego.

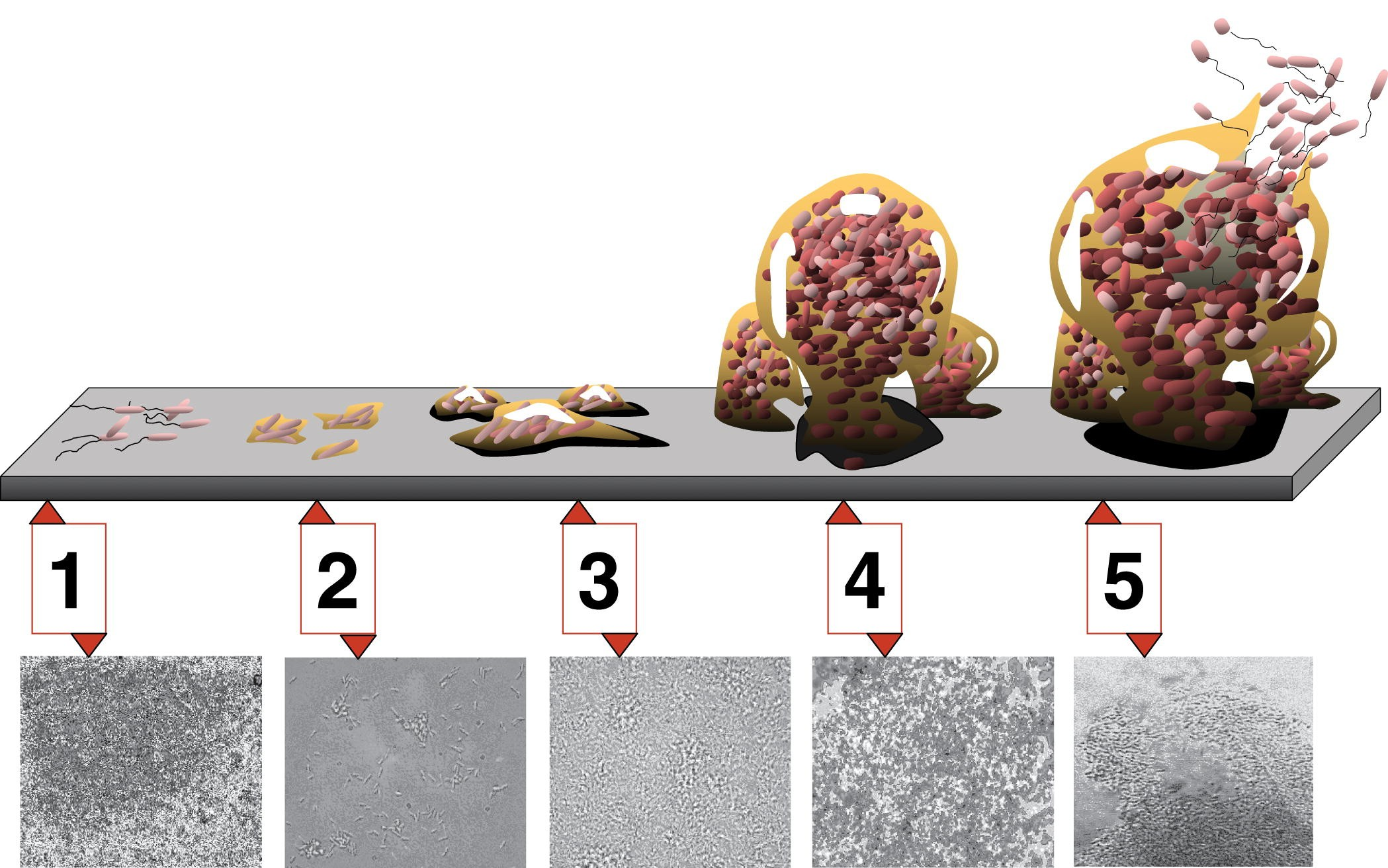
5 etapów powstawania biofilmu. 1. początkowe przywiązanie; 2. nieodwracalne przywiązanie; 3. dojrzewanie I; 4. dojrzewanie II; 5. rozproszenie. Każdemu etapowi powstawania biofilmu na schemacie odpowiada mikrofotografia powstającego biofilmu P. aeruginosa. Wszystkie mikrofotografie są przedstawione w tej samej skali.

Biofilm (z ang. film – warstwa) zwany także błoną biologiczną (ang. biological membrane) – złożona wielokomórkowa struktura bakterii (i innych organizmów) otoczona warstwą substancji organicznych i nieorganicznych, produkowanych przez te drobnoustroje, wykazująca adhezję zarówno do powierzchni biologicznych, jak i abiotycznych. Błona biologiczna może odkładać się na granicy faz niezależnie od ich rodzaju. Drobnoustroje wolno żyjące nazywane są planktonem.
Do najlepiej poznanych mikroorganizmów tworzących biofilm można zaliczyć:
- Vibrio fischeri, Vibrio harveyi
- Staphylococcus epidermidis
- Pseudomonas aeruginosa
- Escherichia coli
- Enterococcus faecalis
- Candida albicans
- i wiele innych

Błona biologiczna jest strukturą złożoną pod względem architektury, jak i składu gatunkowego. Przyjmuje się, że w środowisku naturalnym nie występują biofilmy składające się z jednego gatunku. Warto też wspomnieć, że spotykano błony zapewniające środowisko życia organizmów z różnych domen. Przyjmuje się, że 95% drobnoustrojów w środowisku za podstawową formę bytowania przyjmuje formę błony biologicznej.
Formowanie się matrycy biofilmu ma na celu ochronę mikroorganizmów (tworzących biofilm) przed degradacyjną działalnością czynników środowiskowych, w tym na działanie antybiotyków.
Biofilm ma udział w patogenezie chorób przewlekłych, zwłaszcza zakażeń towarzyszących stosowaniu cewników, drenów, zakładaniu implantów.
Stanowi poważny problem w zakażeniach wewnątrzszpitalnych.
Złożona struktura biofilmu i odmienne cechy fizjologiczne drobnoustrojów go tworzących, tłumaczą po części ich wysoką oporność na działanie różnych czynników bakteriobójczych, w tym oporność na antybiotyki.
Zwarta struktura biofilmu jest bardzo trudna do usunięcia, dlatego też mycie i dezynfekcja są ważnymi czynnikami mającymi na celu zapobieganie akumulacji materii mikrobiologicznej.
W stomatologii wyróżniamy biofilm wczesny oraz biofilm późny. Różnią się one pod względem zawartości bakterii oraz grubością.
Do negatywnych aspektów obecności biofilmów zalicza się również zjawisko biofoulingu, czyli niepożądanego narastania materiału biologicznego na powierzchniach urządzeń. Wskutek tego zjawiska dochodzi między innymi do zmniejszania wydajności wymienników ciepła, zmniejszania efektywności separacji membranowej oraz wzrostu sił tarcia działających na kadłuby okrętów.
Obecność biofilmów może również wywierać pozytywne skutki, wynikające ze zdolności niektórych mikroorganizmów do rozkładu szkodliwych związków. Cecha ta wykorzystywana jest w procesie bioremediacji, czyli unieszkodliwianiu zanieczyszczeń obecnych w wodach podziemnych i glebach. Kontrolowaną degradację związków toksycznych prowadzi się również w przeznaczonych do tego celu bioreaktorach. Dzięki obecności biofilmów możliwe jest znaczne zwiększenie wydajności procesów mikrobiologicznych. Wynika to ze znacznie większej gęstości biomasy w porównaniu do mikroorganizmów unoszących się w cieczy oraz z faktu, że znajdujące się na stałym podłożu mikroorganizmy nie są wymywane z urządzenia wraz z przepływającą cieczą. Do tej pory opracowano wiele rozwiązań konstrukcyjnych bioreaktorów, w których dochodzi do zamierzonego narastania biofilmu. Do takich urządzeń zalicza się między innymi złoże biologiczne zraszane, rotacyjny bioreaktor dyskowy, bioreaktor fluidyzacyjny, czy bioreaktor z wewnętrzną cyrkulacją.